# Nicolau Zannekin
Nicolau Zannekin (Lampernisse, Comtat de Flandes, fi del segle xiii – Cassel, comtat d'Artois, 23 d'agost de 1328) va ser un terratinent i cap rebel al Comtat de Flandes al començament del segle xiv contra Lluís I de Flandes i el seu associat Felip VI de França. Els fets històrics sobre Zannekin són escassos, molt del mite data del segle xix. El que és segur és que ha existit i que va ser un líder popular.
En aquesta època la població rural s'aixecava contra la política fiscal del comte i s'oposaven contra els batlles i els recaptadors d'impostos. Les tropes de revolucionaris espoliaven els castells dels nobles que sostenien la política comtal. Els rebels, conduïts per Zannekin van conquerir les ciutats de Nieuwpoort, Veurne, Duinkerke, Kortrijk, a la qual ciutat van empresonar-se el comte, i Ieper. Una temptativa de conquerir Gant i Oudenaarde fracassà.
A la batalla d'Assenede va perdre però va poder fugir. Felip VI de França va socórrer el seu vassall Lluís de Flandes amb un exèrcit més fort, junts van batre les tropes dels ciutadans, masovers i artesans a la batalla de Cassel (1328), a la qual Zannekin va morir. Va ser la fi d'un dels primers grosses rebel·lions de pagesos del segle xiv. Va seguir una repressió feroç, els béns dels rebels van ser confiscats i més de 3.200 flamencs hi van morir.

## Un heroi popular des delseglexix

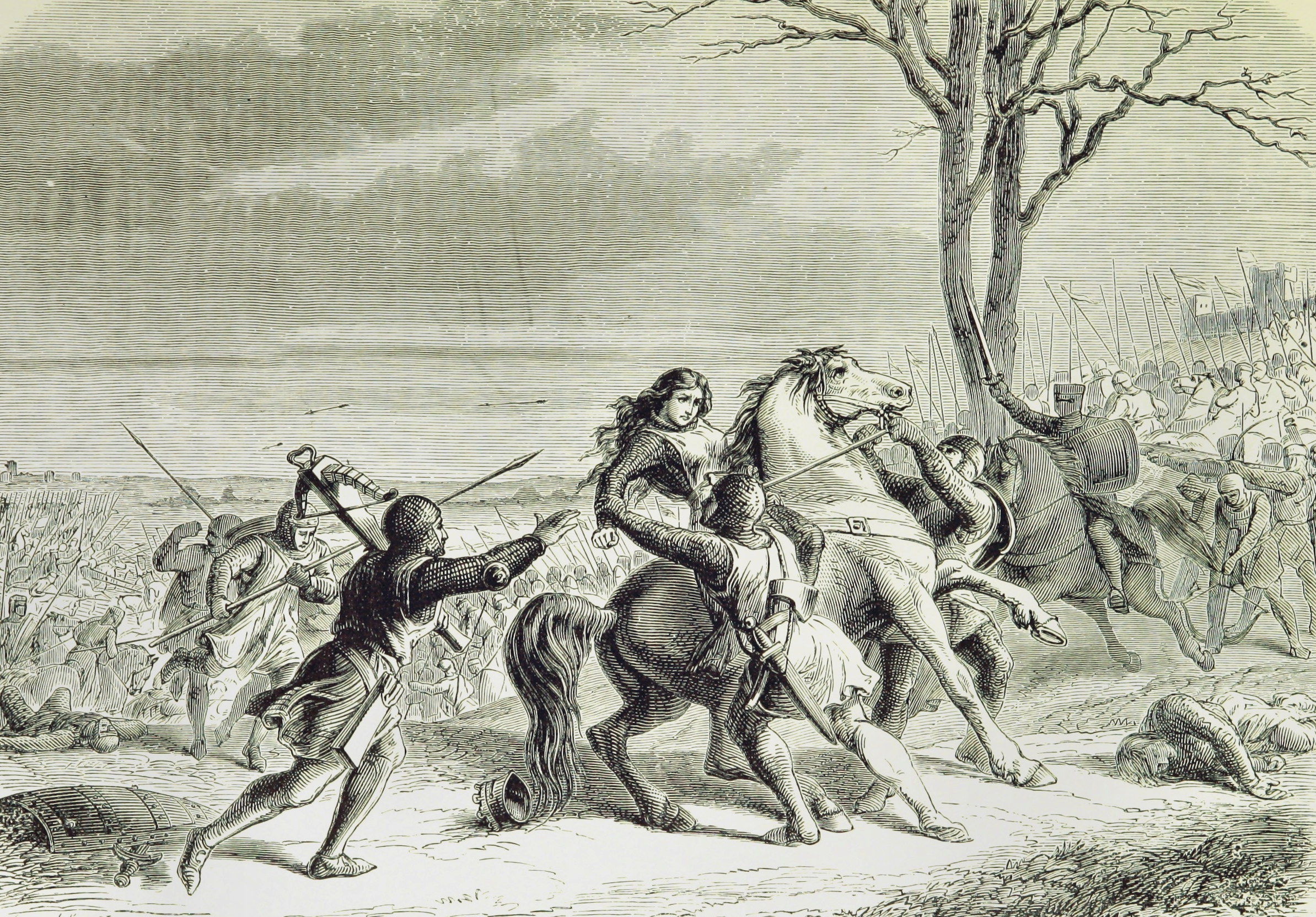
Zannekin a la Batalla de Cassel

Al segle xix quan el nacionalisme flamenc, contra les temptatives de francesitzar la part de parla neerlandesa de Bèlgica va renàixer, Zannekin va esdevenir un dels herois populars, de caràcter romàntic i idealitzat en l'obra de –entre d'altres– Hendrik Conscience, Albrecht Rodenbach, Emmanuel Hiel, Peter Benoit, Frans Van den Weghe com rebel contra França en oblidar que la rebel·lió histórica s'adreçava en primer lloc contra la política fiscal –i no lingüística– del mateix comte. També va inspirar obra gràfica i retrats fictius, com que no n'hi ha cap imatge contemporània, i llibres juvenils. El 1945, el jove escriptor Hugo Claus, amb a penes setze anys, va escriure una novel·la històrica sobre Zannekin, escrita per a la major part en versos. Uns anys més tard, el 1961 tractarà el tema en una obra de teatre.
La revista de l’associació Twee Talen per a la innovació cultural a la per a la propagació del neerlandès a Flandes francès s'intitula Zannekin, Fanzine de Flandre Française. que el 2013 van batejar un gegant al seu nom i una festa anual, el Zannekinfeest. A Veurne existeix des del 1955 un grup de dansa folklòrica que va prendre el seu nom.